# 大牟田市立船津中学校
大牟田市立船津中学校（おおむたしりつふなつちゅうがっこう）は、かつて福岡県大牟田市に所在した公立中学校。
2015年3月31日限りで大牟田市立右京中学校及び延命中学校と統廃合され、翌4月1日より大牟田市立宅峰（たくほう）中学校となった。

## 態様
本学校の校区は熊本県荒尾市に接していた。昭和23年に大牟田市立第一中学校（現在の右京中）より分離して開校した。
現在では大牟田市立旧船津中学校校舎として指定避難所、指定緊急避難場所となっている。

## 所在地
- 大牟田市船津町1丁目6番地1

## 周辺
- 大牟田市立みなと小学校
- 諏訪川

## 著名な出身者
- 萩尾望都 - 入学から中学2年時まで在籍